# نبق
النَّبْق أو السُّوَيِّد أو السدر (الاسم العلمي: Rhamnus) هو جنس من النباتات يتبع الفصيلة السدرية من رتبة الورديات. يضم شجيرات وأشجاراً صحراوية ذات أوراق كثيفة يصل ارتفاعها في بعض الأحيان إلى عدة أمتار. يعيش النبق في المناطق الجبلية وعلى ضفاف الأنهار وينتشر بشكل واسع في منطقة حوض البحر الأبيض المتوسط. وقال بعض المسيحيين أن «إكليل المسيح ضفر من شوك هذا النبات».
والنبق أو العبري هي أيضاً ثمار شجرة السدر.

## أنواع النبق
- النبق الذهبي (باللاتينية: Rhamnus aurea)
- النبق الغدي (باللاتينية: Rhamnus glandulosa)
- النبق الفلسطيني أو السويد الفلسطيني (باللاتينية: Rhamnus palaestina)
- النبق الكاروليني (باللاتينية: Rhamnus caroliniana)
- النبق الكروي (باللاتينية: Rhamnus globosa)
- النبق المسهل (باللاتينية: Rhamnus cathartica)
- النبق المضلع (باللاتينية: Rhamnus costata)
- النبق المنتشر (باللاتينية: Rhamnus diffusa)
- النبق الأشعر (باللاتينية: Rhamnus hirsuta) نبق عصوي ضرب الأشعر
- النبق الألباني (باللاتينية: Rhamnus albanica) تحويل فرنغولة صخرية (باللاتينية: Frangula rupestris)
- النبق قضباني الأوراق (باللاتينية: Rhamnus betulifolia) تحويل فرنغولة قضبانية الأوراق (باللاتينية: Frangula betulifolia)
- النبق الكاليفورني (باللاتينية: Rhamnus californica) تحويل فرنغولة كاليفورنية الأوراق (باللاتينية: Frangula californica)
- النبق الأنيق (باللاتينية: Rhamnus elegans) تحويل ساجرية أنيقة (باللاتينية: Sageretia elegans)